# Гарнер, Кимберли
Кимберли Гарнер (англ. Kimberley Garner; род. 10 февраля 1991, Лондон) — британский дизайнер спортивной одежды, телеведущая, актриса и «светская львица», наиболее известная по участию в реалити-шоу Made in Chelsea, лауреате BAFTA. Иногда её называют британской Кардашьян.

## Биография
Дочь девелопера Рассела Гарнера. Окончила Школу Святого Георгия в Аскоте. Прошла обучение в Лондонской академии музыкального и драматического искусства и в RADA. После чего поступила на работу в фирму отца, строившую здания в самых престижных районах Лондона, параллельно занимаясь дизайном одежды. С 2013 года Kimberley London Ltd занимается выпуском купальных костюмов.
В феврале 2017 года в Лос-Анджелесе стартовали съёмки голливудского фильма «Возлюбленная» (англ. Sweetheart), где Кимберли дебютирует как актриса.